# Thái Cực điện

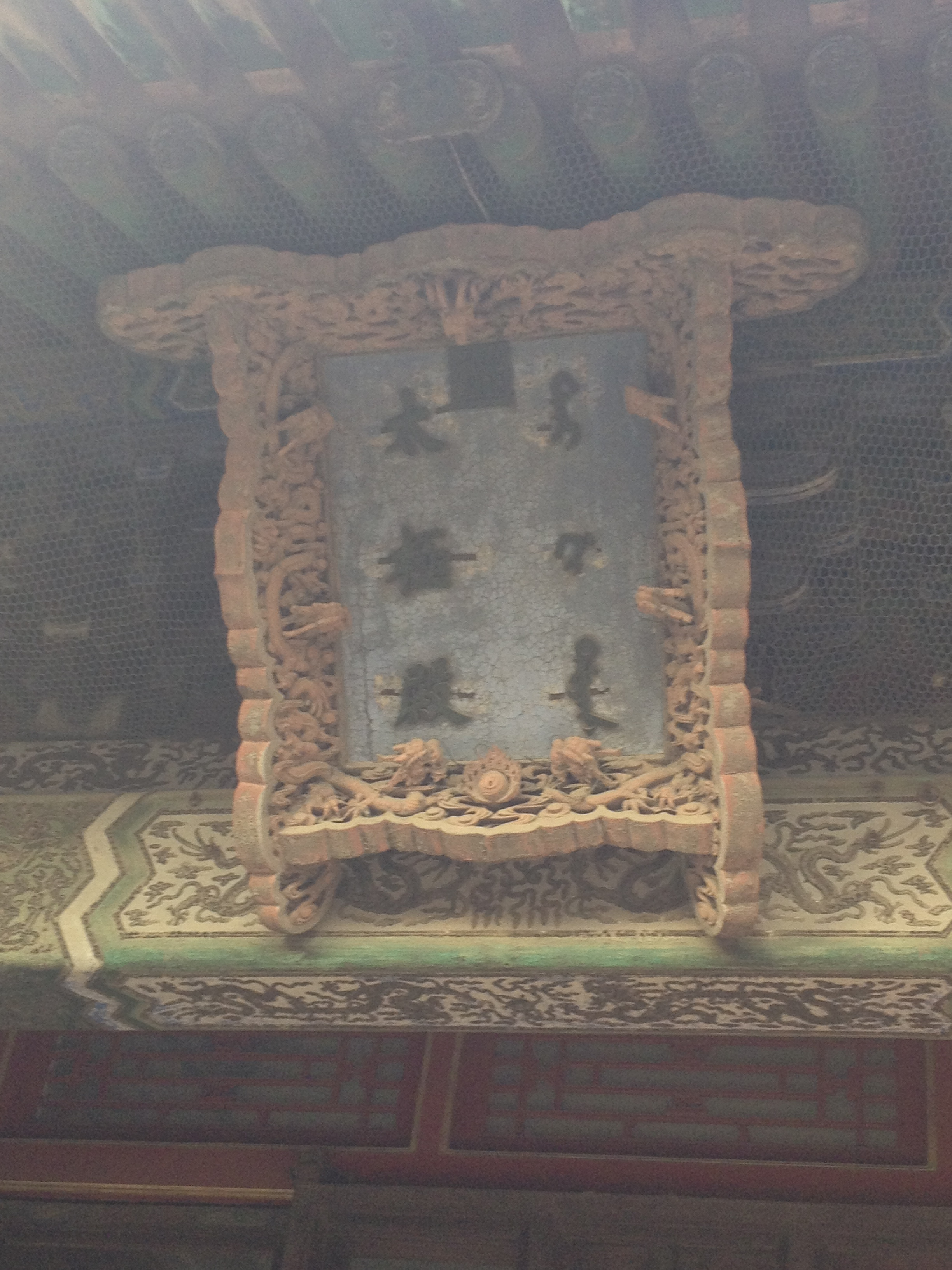
Thái Cực điện ở Cố Cung Bắc Kinh

Khải Tường cung (chữ Hán: 启祥宫) còn gọi là Thái Cực điện (太极殿), là một cung điện thuộc Tây lục cung tại Tử Cấm Thành, Bắc Kinh. "Khải Tường" có ý nghĩa "Khải Khởi Cát Tường" (开启吉祥), tức là bắt đầu của sự may mắn.

## Lịch sử
Cung điện này được xây dựng vào năm Vĩnh Lạc thứ 18 của nhà Minh (1420). Ban đầu có tên là Vị Ương cung (未央宫), nó được đổi tên thành Khải Tường cung vào năm Gia Tĩnh thứ 14 (1535) để kỷ niệm ngày sinh của cha ruột đương kim Hoàng đế là Chu Hữu Nguyên. Vào cuối triều đại nhà Thanh, nó được gọi là Thái Cực Điện. Nó đã được sửa chữa nhiều lần vào thời nhà Thanh.

## Kiến trúc

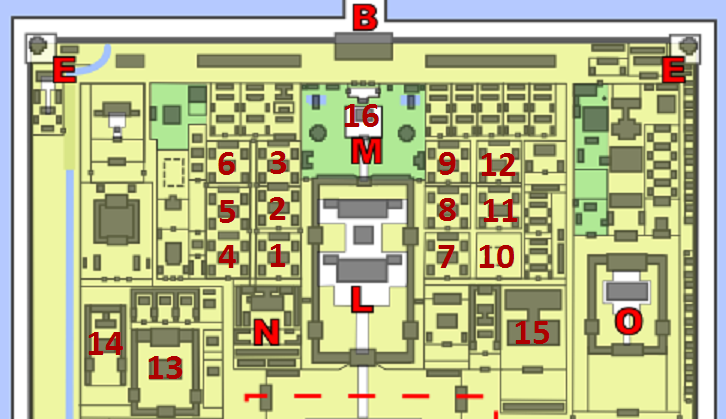
Sơ đồ khu vực Đông-Tây lục cung tại Tử Cấm Thành. Khải Tường cung là số (4).

Khải Tường cung hướng Nam giáp Dưỡng Tâm điện, hướng đông giáp Vĩnh Thọ cung, hướng bắc giáp Trường Xuân cung. Khải Tường cung rộng 5 gian, trên đỉnh lợp ngói lưu ly màu vàng, hành lang trước sau. Các mái hiên bên ngoài được vẽ bằng những bức tranh màu, cửa ra vào và cửa sổ được trang trí bằng thổ cẩm Vạn Tự. Nội thất được trang trí bằng thạch cao xếp chồng lên nhau với hoa văn ngũ phúc với trần được trang trí bằng hoa văn trường thọ. Một vài chi tiết đã được thay đổi vào cuối thời nhà Thanh và đầu thời Trung Hoa Dân Quốc. Chính điện và gian phía đông và phía tây được ngăn cách bởi lan can hoa bằng gỗ hồng đào, trang trí bằng hình hoa lê. Trước sảnh có một bức bình phong lưu ly cao khắc Vạn Thọ văn.
- Thể Nguyên điện (體元殿)
- Thể Hòa điện (體和殿)